# ISS Pro Evolution 2
ISS Pro Evolution Soccer 2 (também conhecido como World Soccer Jikkyou Winning Eleven 2000: U-23 Medal Heno Chousen) é o quarto e último jogo da série International Superstar Soccer, e o segundo da série ISS Pro Evolution, embrião do Pro Evolution Soccer. Foi produzido e desenvolvido pela Konami e lançado especialmente para PlayStation.
É o primeiro jogo da série ISS Pro licenciado parcialmente, com alguns jogadores tendo nomes verdadeiros, como por exemplo Beckham invés de Deckham. O jogo tem a opção "Master League" ampliada, com duas divisões e mais clubes. Mais equipes internacionais foram adicionadas também. Junto a estas adições, a jogabilidade mudou, e é mais suave e mais realista.

## Modos de jogo

### Exibição
Exibição de equipes em modo de amistoso, na opção multijogador ou player único

### Penalidades
As equipes selecionadas entram em campo para disputarem exclusivamente uma disputa de decisão por pênaltis, também em modo de um jogador ou multiplayer

### All Stars Game
Partida onde apenas se pode jogar com a Seleção da Europa ou a Seleção do Mundo, demais detalhes são como os do modo exibição, incluindo livre escolha entre as dificuldades

### Amistoso Liga Master
Amistoso entre os clubes da Liga Master, incluindo a opção de carregamento do elenco da qual você montou e tem salvo, outrora via Memory Card

### Modo Campeonato (Liga)
Campeonato de modo 'pontos corridos', em formato todos contra todos.

### Copa Internacional
Assim como os continentais, essa é a forma não licenciada da Copa do Mundo, onde 32 seleções jogam em oito grupos de quatro países cada, os dois melhores avançam as fases eliminatórias até o título

### Torneio Olímpico
16 Seleções sub-23 que disputaram o futebol masculino nas Olimpíadas de Sydney 2000, em quatro grupos de quatro equipes buscando se tornar medalhistas olímpicos, (esse modo de campeonato é exclusivo nas quase três décadas das franquias de futebol produzidas pela Konami em suas várias denominações).

### Eurocopa
16 seleções da Europa em quatro grupos de quatro equipes, antes das fases eliminatórias

### Copa Africana
Copa com sete seleções Africanas

### Copa Americana
Copa com 12 seleções das Américas, divididas em 3 grupos de 4 equipes (incluindo as seleções da América do Norte)

### Copa da Ásia
Copa com 5 seleções da Ásia e Oceania

### Copa Konami
Copa editável com a possibilidade de editar o número de seleções, entre 3 a 64, com ou sem fase de grupos

### Master Liga
Campeonato de clubes dividido em duas divisões, sendo a primeira divisão com 16 e a segunda com 8 clubes a livre escolha, vitórias e gols do clube selecionado por você geram créditos que são usados para contratações de atletas de outros clubes ou diretamente das seleções, a sua equipe selecionada se mantem com cores e uniforme original, mas o elenco é formado de jogadores da equipe Master.

### Treinamento
Escolha uma equipe ou modo de jogo e treine o que deseja fazer em partidas válidas em um campo de treino

## Times
A Master League trazia 24 clubes, todos com nomes fictícios:
| - Manchester - London - Chelsea - Liverpool - Leeds - Westham - Barcelona - Madrid - Valencia - Monaco - Marseille - Amsterdam | - International - Torino - Milano - Lazio - Parma - Firenze - Roma - Dortmund - Munchen - Leverkusen - Rio de Janeiro - Buenos Aires |

## Estádios
ISS Pro Evolution 2 tinha 15 estádios, todos fictícios, mas 11 deles são baseados em estádios reais.
| - Key Square Stadium - Royal Palace Stadium - Flying Disk Stadium - Twin Towers Stadium - Apex Stadium - White Stadium - Imperial Stadium - Arena Stadium - Masters Stadium - Pacific Plaza Stadium - National Stadium - Legends Stadium - International Stadium - Arc Stadium - Oval Stadium - Club House |

## Recepção
O crítico David Gibbon, escrevendo para a BBC declarou que o jogo era o "melhor jogo de futebol que ele já tinha visto"  Na última edição da PlayStation Official Magazine - UK, em 2004, o jogo foi escolhido como o melhor de todos os tempos do PlayStation.